# فرودگاه فورت هوپ
فرودگاه فورت هوپ (به انگلیسی: Fort Hope Airport) یک فرودگاه همگانی با کد یاتا YFH است که یک باند فرود شن دارد و طول باند آن ۱۰۶۶ متر است. این فرودگاه در کشور کانادا قرار دارد و در ارتفاع ۲۷۴ متری از سطح دریا واقع شده است.